# حسن مرزوق
حسن مرزوق هو حسن بن الطيب بن محمد مرزوق مناضل من مناضلي الحركة الوطنية التونسية ومن مؤسسي سلك الحرس الوطني.

## نشأته
ولد حسن مرزوق في 6 سبتمبر 1930 بقابس حفظ جزء من القرآن الكريم وانقطع عن التعليم زمن الحرب العالمية الثانية.

## نضالاته
تطوع للقتال في سن الثامنة عشرة في فلسطين والتحق بسوريا مع عشرات المتطوعين سنة 1948 الذين حلموا بتحرير فلسطين تدرب وأتقن فنون القتال وحمل السلاح في دمشق وشارك في انقلاب حسني الزعيم على شكري القوتلي وعاد إلى تونس في مطلع الخمسينات ليكلّفه الحزب بتدريب الشبّان على استعمال السلاح والمتفجرات.

## سجنه
حكم عليه ب15 سنة أشغال شاقة و 15 سنة إقامة جبرية بسبب نشاطه الوطني قضى منها خمس سنوات بين السجون التونسية والجزائرية ، غادر السجن في مفاوضات الاستقلال الداخلي.
عاد إلى السجن من جديد بعد اتهامه بالضلوع في المحاولة الانقلابية لسنة 1962 في تونس وقد كان حيئذ آمر مدرسة إطارات الحرس الوطني وذالك لعلمه بالمحاولة الانقلابية وعدم التبليغ برغم معارضته للانقلابيين آنذاك.
تم تعذيبه من قبل محجوب بن علي وعرض عليه العفو مقابل توريط عدة ضباط كبار في الحرس منهم التيجاني القطاري وأحمد جبارة. فرفض مرزوق هذا العرض وسُجن سنتين مع التعذيب في غار الملح برغم حصوله على عفو مسبق من وزير الدفاع الباهي الأدغم.

## إسهاماته في بناء الدولة
ساهم في بناء الدولة الحديثة وأبرز أعماله وأدواره:
- كان من النواة الأولى التي أسست جهاز الحرس الوطني الذي تولى فيه مناصب هامة نذكر منها مدرب بمدرسة الحرس الوطني و رئيس مركز في قفصة وأوَّل ضابط آمر بفصيل بنزرت وآمر بفصيل الوطن القبلي وآمر مدرسة إطارات الحرس الوطني ببئر بورقبة ومساعد رئيس منطقة العاصمة.
- يوم 25 جويلة 1957 أشرف حسن مرزوق على الفرق الأمنية التابعة للحرس الوطني التي أمنت المجلس القومي التأسيسي ومحيطه في يوم إعلان الجمهورية وفي نفس اليوم أشرف كذلك على حماية موكب الباي محمد الأمين باي للوصول إلى مقر إقامته الجديد
- كان له دور حاسم في معركة الجلاء عن بنزرت من خلال إعداد خطة حرب بنزرت بتكليف من الزعيم الحبيب بورقيبة فكوّن خلايا من المسلحين بالديناميت والسلاح الفردي، وأسس مركز مقاومة سرية وقام بعملية ضد القوات الفرنسية هي نسف «الكازينو» الذي احتله الجيش الفرنسي، وتمت العملية بدون أخطاء، وتغيرت معها المعطيات. وارتفعت معنويات عناصر الحرس الوطني والجنود والمتطوعين التونسيين بعد أن كان استشهد منهم العشرات في حرب بنزرت تم على إثرها ترقيته إلى رتبة ملازم أول في حفل أُقيم في منزل جميل بإشراف الزعيم.

## إسهاماته الثقافية والأدبية
بعد مغادرته لسجون بورقيبة مارس النشاط السياحي والثقافي والأدبي:
- أصدر عشرات المقالات والدراسات عن مدينة قابس وتاريخ الصحابي الجليل «أبو لبابة الأنصاري» وتاريخ الحناء التي نشرها في صحف تونسية وعربية مثل: الجيل الجديد، العمل الشروق، الصباح، أخبار الأدب المصرية ويوقع مقالاته باسم «أبو فيصل» في سنوات المطاردة السياسية.

- أسّس نادي «ابن فرحان» الثقافي وسهر على تنشيطه.
- من مؤسسي المهرجان الدولي «سيدي أبو لبابة» بقابس كما تولىإادارته أواخر الثمانينات.

## مؤلفاته
- له ديوان شعر .
- له مجموعة مقالات ومحاضرات ودراسات بعنوان «المدونة القابسية»
- له كتاب حول «تاريخ وجهاد الصحابي الجليل أبي لبابة الأنصاري»
- له مجموعة دراسات حول «الحناء في الأدب والمجتمع» و«الحناء في العادات والتقاليد»
- له كتاب «خبر نبوءة محمد في التوراة والإنجيل»
- صدر له كتاب سنة 2009 للصحفي نور الدين بالطيب بعنوان «حسن مرزوق خفايا حربي فلسطين وبنزرت وانقلاب 1962» [3][4][5]
- صدر له كتاب سنة 2012 بعنوان «من قابس...إلى فلسطين»

## وفاته
توفي في 2 يناير (كانون الثاني) 2012.